# Ša'ul Jahalom
Ša'ul Jahalom (hebrejsky שאול יהלום‎; * 27. září 1947 Tel Aviv) je izraelský politik a bývalý poslanec Knesetu za Národní náboženskou stranu.

## Biografie
Narodil se 27. září 1947 v Tel Avivu. Sloužil v izraelské armádě, kde získal hodnost poručíka (Segen). Vystudoval bakalářský program v oboru pedagogika a ekonomie na Bar-Ilanově univerzitě. Pracoval jako novinář. Hovoří hebrejsky a anglicky.

## Politická dráha
V letech 1987–1995 byl politickým tajemníkem Národní náboženské strany.
V izraelském parlamentu zasedl poprvé po volbách do Knesetu v roce 1992, v nichž nastupoval za Národní náboženskou stranu. Byl členem výboru státní kontroly, výboru pro televizi a rozhlas a výboru pro vzdělávání a kulturu. Předsedal podvýboru pro speciální vzdělávání. Mandát obhájil ve volbách do Knesetu v roce 1996. Ve funkčním období 1996–1999 působil v parlamentním výboru pro zahraniční záležitosti a obranu, výboru pro ústavu, právo a spravedlnost a předsedal podvýboru pro vzdělávání a kulturu v izraelské armádě. Byl rovněž předsedou zvláštního výboru pro otázku zákona o mzdách a penzích státních úředníků. Opětovně byl zvolen ve volbách do Knesetu v roce 1999. Nastoupil jako člen do finančního výboru, výboru House Committee, výboru pro ústavu, právo a spravedlnost, výboru pro ekonomické záležitosti a finančního výboru.
Zastával i vládní posty. V letech 1998–1999 byl ministrem dopravy a v letech 1999–2000 náměstkem ministra školství.
Uspěl i ve volbách v roce 2003. Vykonával pak funkci předsedy výboru práce, sociálních věcí a zdravotnictví a předsedy podvýboru pro přezkoumání bezpečnostních opatření členů Knesetu. Zasedal ve výboru pro zahraniční záležitosti a obranu a ve výboru House Committee.
Ve volbách do Knesetu v roce 2006 mandát nezískal.